# 船上山之戰
船上山之战是1333年（元弘3年、正庆2年）奉迎后醍醐天皇的伯耆国武将名和长年与镰仓幕府军之间发生的一场战斗，是广义上元弘之乱的一部分。船上山位于现在的鸟取县东伯郡琴浦町。因为发动元弘之乱而被判流放的后醍醐天皇逃出了流放地隐歧岛，在伯耆国名和（鸟取县西伯郡大山町名和）经营海运业的名和氏帮助下在到达了名和港。名和氏当主名和长年在船上山举兵与之呼应，击退了隐歧守护佐佐木清高。这场战斗成为了后醍醐天皇复辟、镰仓幕府灭亡的转折点。

## 经过
元弘2年/正庆元年（1332年）密谋推翻镰仓幕府的后醍醐天皇被捕，流放隐歧岛（元弘之变），担任隐歧守護的佐佐木清高将天皇一行软禁在黒木御所。当时以西日本为中心，以奉迎后醍醐天皇皇子护良亲王的楠木正成为首，各地勤皇的武士依然持续进行反幕府的活动（赤坂・千早城之战）。清高为了防止后醍醐天皇被义兵救出，对御所严加监视。然而同年闰2月24日（1333年4月19日）后醍醐天皇出乎意料地逃离了隐歧。天皇本来打算移驾出云国，但因为风势向东漂流最终来到了相邻的伯耆国名和港。名和氏奉迎后醍醐天皇于同年闰2月28日（1333年4月23日）在船上山举起反旗。时任大山寺別当（住持）的名和长年之弟信浓坊源盛也率领僧兵前往船上山。
隐歧守护佐佐木清高因为后醍醐天皇逃走而大失颜面，为了捉回天皇带领手下攻向船上山。伯耆国的小鸭氏和糟屋氏等也响应清高参阵。驻守船上山的名和长年在树林中竖起四五百面旗帜以为疑兵，并间歇放箭以扰乱和牵制幕府军。同年闰2月29日，幕府军展开攻势，结果指挥官之一佐佐木昌纲右眼中箭而死，迂回山后的偏师佐佐木定宗等人投降。佐佐木清高没有接到前哨战战败的战报，率领本队继续进攻船上山。名和军趁傍晚时分的暴风雨突袭，幕府军陷入混乱，许多士兵跌下悬崖，伤亡惨重。佐佐木清高勉强保住性命逃回了小波城。
幕府战败以后，原本在出云国担任幕府军的后备军的佐佐木氏一族的富士名義綱、鹽冶高貞等人也加入了天皇方，加剧了幕府军的混乱。另一方面，后醍醐天皇战后在船上山设行宫，并发出倒幕的纶旨。根据太平記，从同年3月3日下午以后，附近的诸将都陆续驰援天皇方，天皇方转入攻势，当天长年之弟名和行氏就攻陷了佐佐木清高的据点小波城，接着伯耆守护代糟屋重行的居城中山城也陷落，佐佐木清高和糟屋重行撤往京都。皇军随后进攻小鸭氏居城小鸭城，小鸭元之投降，周边的幕府势力被肃清。
镰仓幕府得知后醍醐天皇举兵复辟的消息以后向船上山派出援军：名越高家经山阳道，足利高氏走山阴道。然而名越高家被赤松则村讨取，足利高氏则倒戈攻灭六波羅，逃到京都的佐佐木清高和糟屋重行同年5月9日在近江番场的莲华寺与六波羅探題北条仲时等一同自尽。自此讨伐船上山的幕府军完全崩溃，同年5月23日后醍醐天皇回京。

## 逸话
- 据说名和氏在船上山举兵之前，为了防止未能运上山的米被幕府军缴获，放火烧毁了自家的馆和米仓。名和神社的后边，名和氏馆的遗迹中曾出土被灼烧过的大米。
- 传说名和一族擅长弓术，在长纲寺现存据称是名和氏修炼弓术时用的石头。
- 后醍醐天皇行宫的具体位置有争议，江户时代中期编纂的伯耆民谚记记载的前船上山神社的奥宮附近的房屋遗迹为比较有力的说法。
- 鸟取县西伯郡大山町有地名为御来屋，据说跟后醍醐天皇曾移驾此地有关。
- 御来屋港有一岩石，据说后醍醐天皇曾坐在上面。昭和时代御来屋港进行改修时，此岩石被从海中拔高了1.4米左右，与记录后醍醐天皇所作和歌「忘れめや　よるべもなみの荒磯を　御舟の上にとめし心を」的歌碑一同受到祭祀。
- 大山町有地名为逢坂，据说是来源于与后醍醐天皇相逢之地。
- 名和军在往船上山上运送兵粮时，据说士兵不堪重负，因此不得不在一个地方卸下一斗六升（24公斤），当时卸下兵粮的地方（鸟取县西伯郡大山町丰成阵构）从此被称为一斗六升。一说卸粮的地点为大山町内被称为一斗六升岩的巨大岩石。[1]

1. ↑  .   [2017-01-25]. （原始内容存档于2015-08-12）.